# Companhia de Carabineiros do Príncipe

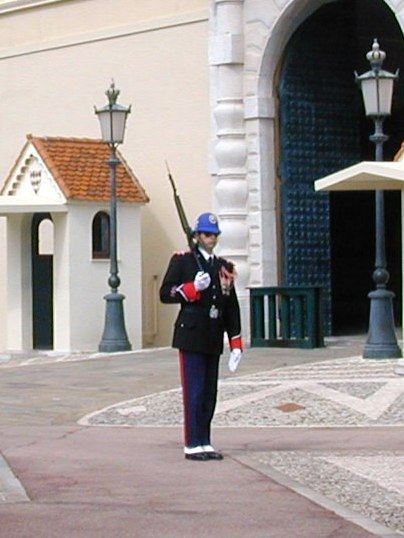
Um Carabineiro do Príncipe em Guarda no Palácio.

A Companhia de Carabineros do Príncipe (em francês: Compagnie dês Carabiniers du Prince) é a unidade policial e principal unidade da cerimônia da força militar (Force Publique) de Mônaco, sendo a outra o "Corpo de Sapadores-Bombeiros", também organizados militarmente. 
O Palácio é guardado por dois oficiais e oito carabineiros. A guarda muda-se todos os dias às 12 horas, anunciado pela Secção de Companhia de oito trompetistas.
A instituição possui uma banda (Fanfare), que consta de 27 músicos; dentro da banda principal há uma pequena orquestra e uma variedade de metais conjuntos (para a música religiosa). A banda militar realiza concertos públicos e também atua em ocasiões oficiais, acontecimentos desportivos e festivais de música militar internacional. Aqui estão alguns dos toques regulamentares monegascos:
- Garde à Vous
- Aux Honneurs: para render honras ao Príncipe Soberano.
- A l'étendard
- Ouvrez/Fermez lhe Ban

Um antecedente histórico dos guardas do Palácio era conhecida no século XIX como os "Papalins", ex soldados dos Estados Papais que, ao finalizar a autoridade temporária do Papado no momento da unificação italiana, foi dado um papel na proteção do Príncipe de Mônaco. Uma rua no distrito monegasco de Fontvieille leva o nome de "Papalins".

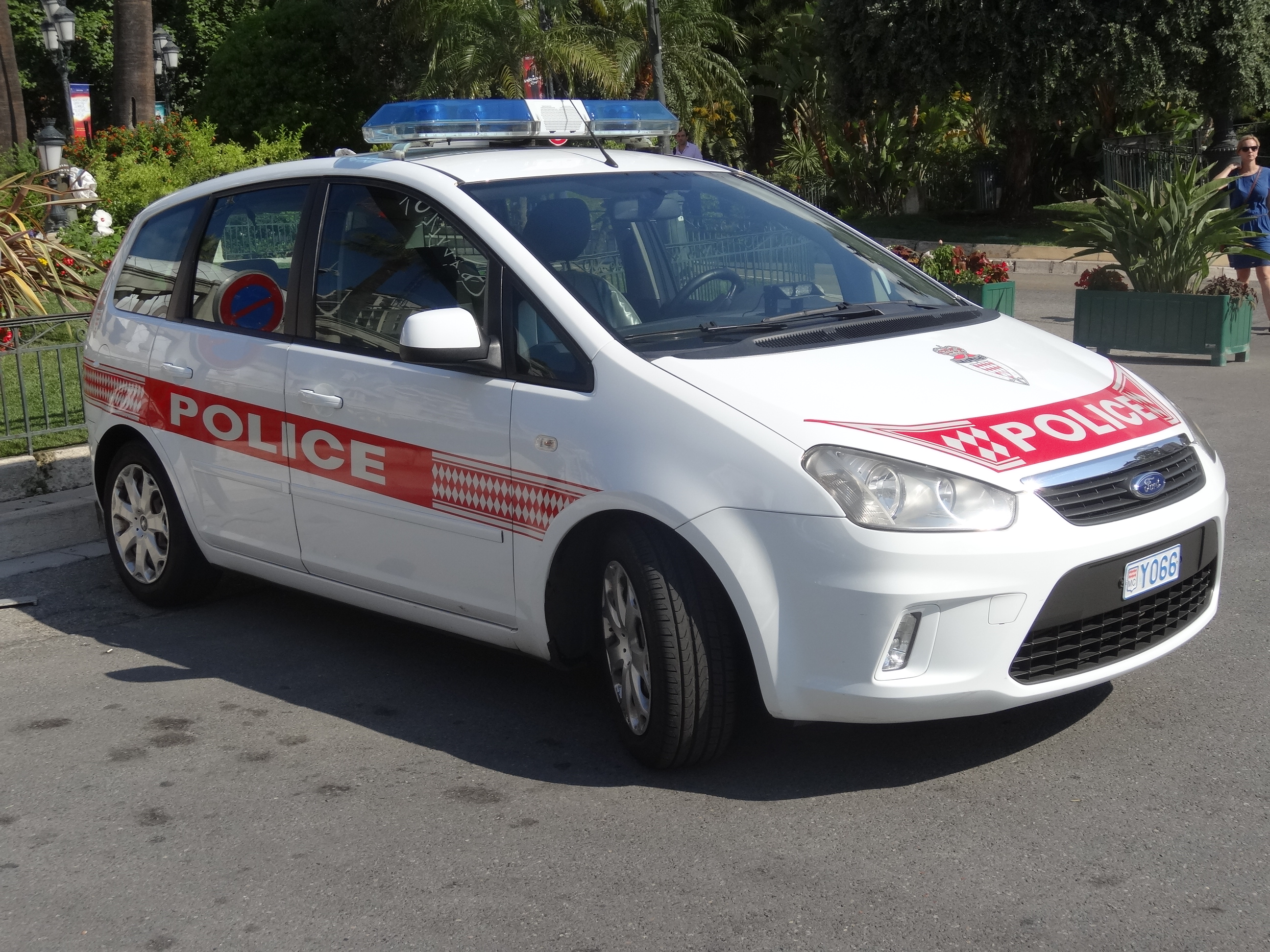
Viatura policial de Mônaco na Place du Casino, Monte Carlo.

## Estrutura hierárquica

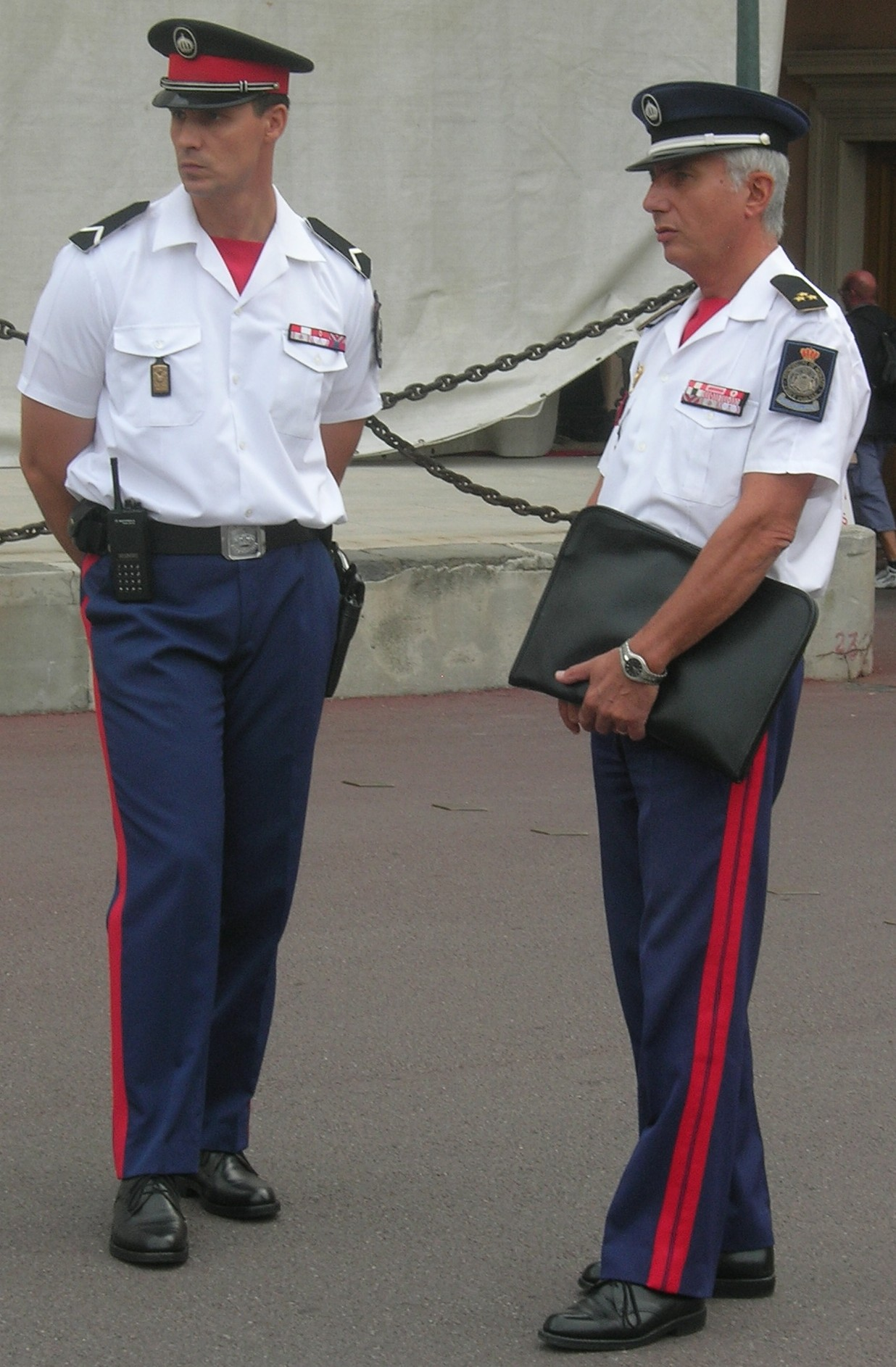
Um soldado (esquerda) e um capitão (direita) dos Carabineiros do Príncipe.

A estrutura hierárquica das forças armadas de Mônaco é baseada na hierarquia do exército francês. Os soldados de carreira e os sargentos ascendem por meio de nove graduações, a saber (em português): soldado de 2ª classe, soldado de 1ª classe, cabo, cabo chefe, sargento, sargento Chefe, ajudante, chefe ajudante, major. Para entendimento, a graduação franco-monegasca de major é o equivalente ao subtenente/suboficial no Brasil, e ao sargento-mór no exército português.
Os oficiais ascendem por meio de seis postos, nomeados (em português): sub-tenente (equivalente a segundo-tenente), tenente, capitão, comandante, tenente coronel e coronel. Como visto, no sistema franco-monegasco, o posto 'comandante' substitui o de 'major' utilizado geralmente em outros países. Também não há posto maior do que coronel em nenhum dos ramos militares monegascos.
O príncipe Alberto II de Mônaco mantém o posto de coronel dos Carabineiros desde 11 de novembro de 1986.